# حاج امین‌التجار شیرازی
امین‌التجار شیرازی از سیاستمداران شیرازی بود، که در دوره نخست بعنوان نماینده شیراز در مجلس شورای ملی حضور داشت.